# David Añón
David Añón González (La Coruña, 3 de abril de 1989), más conocido como David Añón, es un futbolista español que juega de delantero en el Coruxo Fútbol Club de Segunda Federación.
Valor:1 millón

## Trayectoria
David Añón se formó en las categorías inferiores del Real Club Deportivo de la Coruña. Durante su estancia en el filial estuvo cedido en el Montañeros C. F.
Tras su rendimiento con el filial en el que jugó 33 partidos y marcó 9 goles, debutó con el Deportivo en Primera División el 28 de febrero de 2010, en un partido contra el Villarreal C. F.
Tras esa temporada fichó por el Albacete Balompié en el que jugó solamente durante una temporada. Tras dejar el Albacete fichó por el R. C. Celta de Vigo "B".
Con el filial vigués jugó 70 partidos y marcó 14 goles en dos temporadas. Después fichó por el Club Deportivo Boiro, donde siguió con su nivel goleador, marcando 9 goles en 33 partidos.
En 2015 fichó por la Unión Deportiva Somozas, equipo en el que jugó 36 partidos y marcó 10 goles. Y tras una temporada en el Somozas fichó por el Pontevedra C. F. en 2016.
Con el club gallego debutó el 3 de agosto en un partido amistoso contra el Villalonga F. C. En este partido marcó los dos goles del Pontevedra en su victoria por 0-2. Diez días después volvió a marcar en otro amistoso, en esta ocasión frente al C. D. Lugo, que derrotó por 3-4 al Pontevedra.
Con el Pontevedra debutó en Segunda B el 21 de agosto frente al C. D. Guijuelo en un partido que terminó empate a 1. Añón marcó su primer gol de la temporada el 11 de septiembre en la victoria del Pontevedra (2-1) sobre el C. D. Palencia.
En el mes de noviembre consiguió marcar en dos jornadas consecutivas logrando sacar puntos con el Somozas y el Coruxo. En esta temporada, además, disputó el play-off de ascenso a Segunda División, después de que su equipo quedase cuarto en su grupo. El Pontevedra cayó eliminado frente al Real Murcia en primera ronda.
La temporada 2017-18 comenzó muy bien para él, ya que marcó 3 goles en las primeras cinco jornadas. Sin embargo, estas actuaciones no se tradujeron en puntos, ya que tras las mismas jornadas el Pontevedra solo contaba con un punto en la clasificación. La primera victoria llegó la jornada 6, cuando realizó un doblete para superar a la U. D. San Sebastián de los Reyes por 3-0. Este fue además su primer doblete desde que fichó por el Pontevedra.
En la jornada 8 marcó un gol en la victoria de su equipo por 2-0 ante el Real Madrid Castilla, logrando así la tercera victoria consecutiva para su equipo ya que en la jornada 7 lograron vencer en A Malata al Racing de Ferrol por un 1-2.
En la jornada 10 marcó el gol de la victoria para su equipo contra el Coruxo F. C. y en la jornada 12 marcó un doblete frente al Real Club Deportivo Fabril que supuso el empate para su equipo (2-2).

## Clubes
| Club                             | País    | Año       |
| -------------------------------- | ------- | --------- |
| R. C. Deportivo de La Coruña "B" | España  | 2008-2011 |
| Montañeros C. F. (cedido)        | España  | 2008-2009 |
| Albacete Balompié                | España  | 2011-2012 |
| R. C. Celta de Vigo "B"          | España  | 2012-2014 |
| C. D. Boiro                      | España  | 2014-2015 |
| U. D. Somozas                    | España  | 2015-2016 |
| Pontevedra C. F.                 | España  | 2016-2018 |
| GKS Katowice                     | Polonia | 2018-2019 |
| Coruxo F. C.                     | España  | 2019-2020 |
| C. F. Talavera de la Reina       | España  | 2020-     |